# Kościół Pana Jezusa w Kościanie
Kościół Pana Jezusa w Kościanie – rzymskokatolicki kościół parafialny parafii Świętego Ducha w Kościanie. Mieści się w historycznym centrum Kościana.
Świątynia została wybudowana w stylu barokowym jako kaplica ufundowana przez Melchiora Gurowskiego, starostę kościańskiego po 1666 roku dla zakonu dominikanów. Do rozmiarów kościoła została rozbudowana w latach 1905-1908 w stylu neobarokowym. Po odzyskaniu niepodległości kościół był użytkowany w latach 1920-1930 przez redemptorystów. Podczas okupacji hitlerowskiej kościół zamknięto dla wiernych i przeznaczono magazyn mebli. W ołtarzu głównym znajduje się krucyfiks otaczany szczególną czcią. Obecnie pełni rolę głównej świątyni dla parafii pw. Ducha Świętego w Kościanie.
W pobliżu kościoła znajduje się pomnik św. Jana Pawła II. 

## Galeria

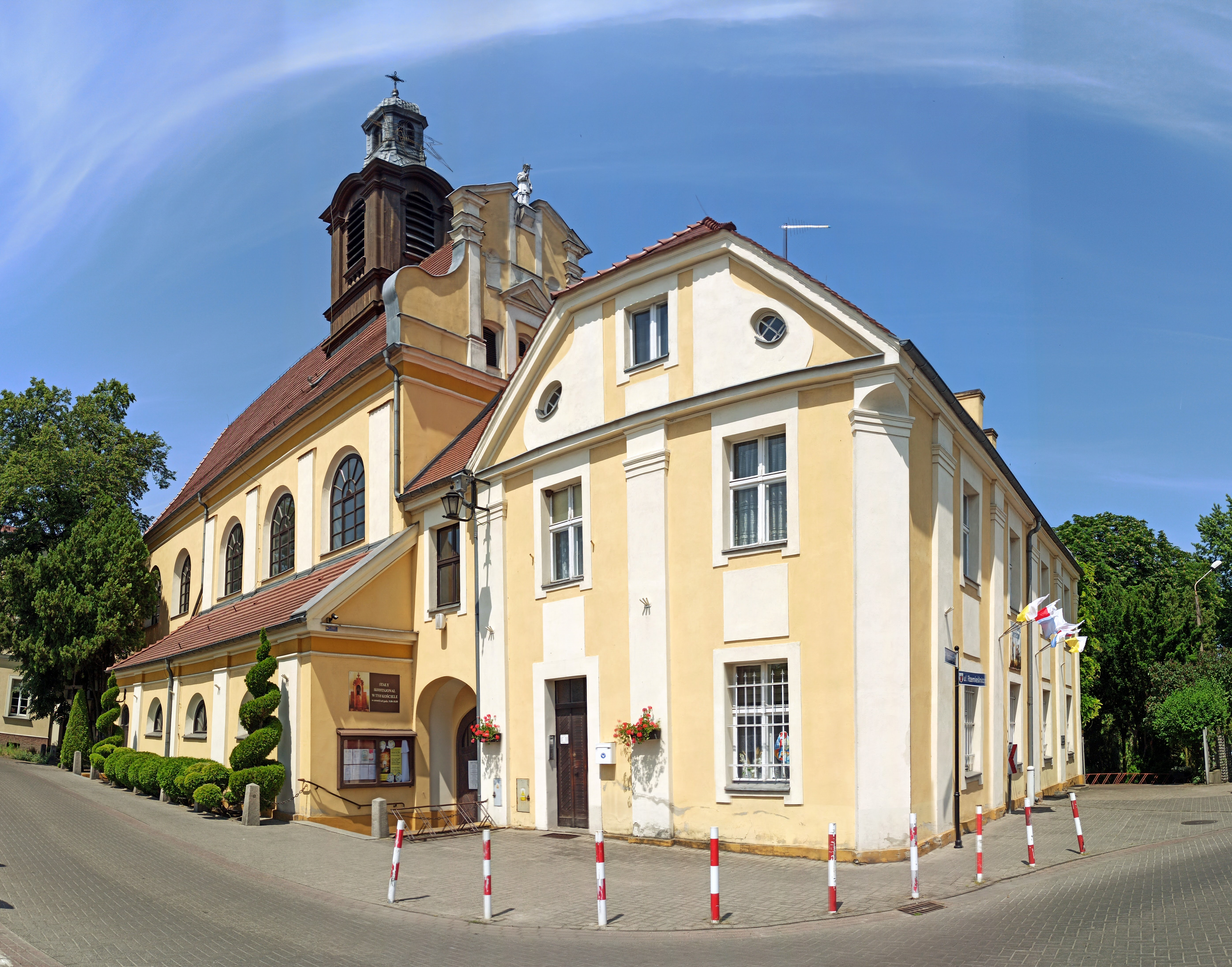
Widok od strony wschodniej
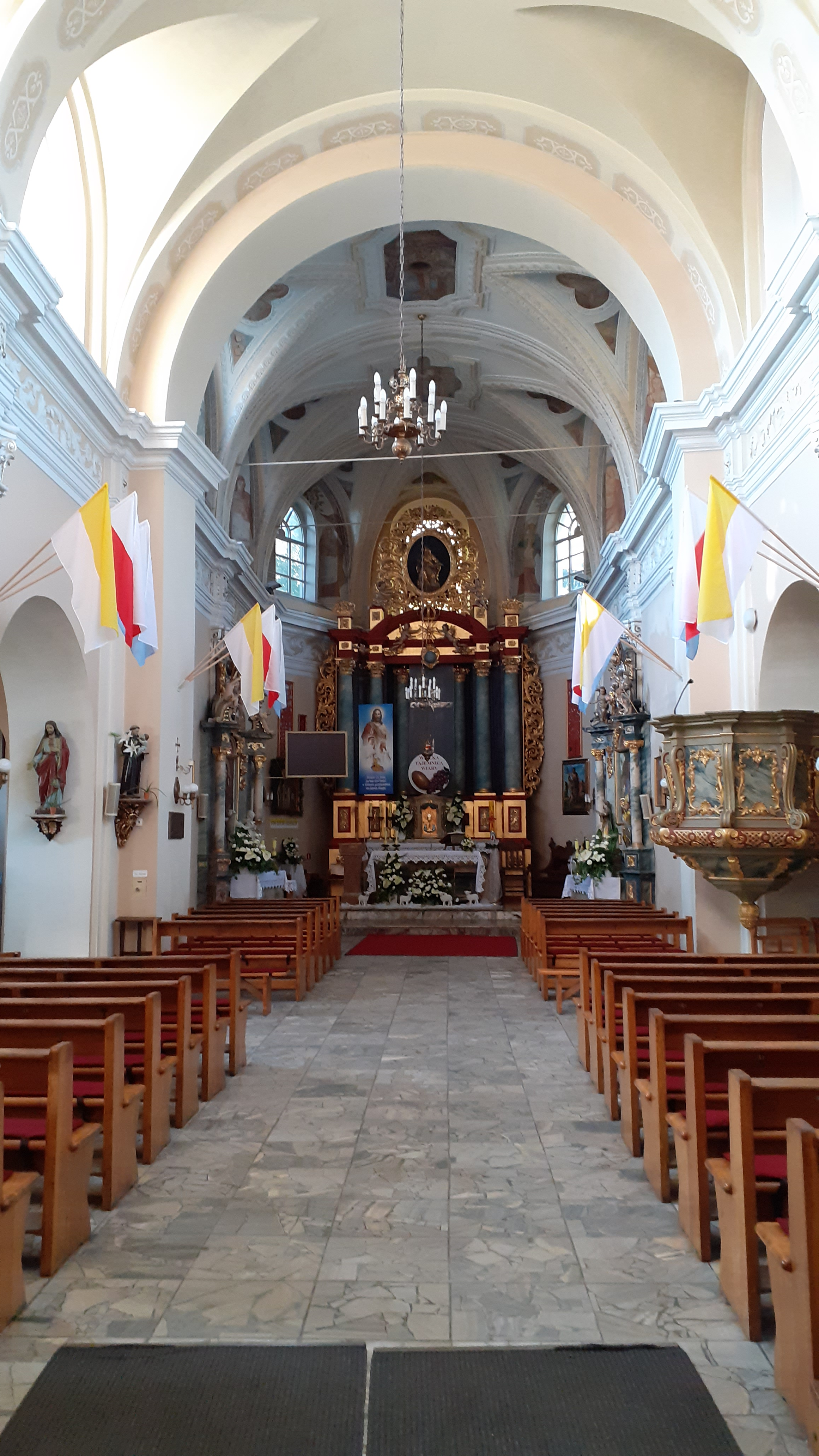
Wnętrze
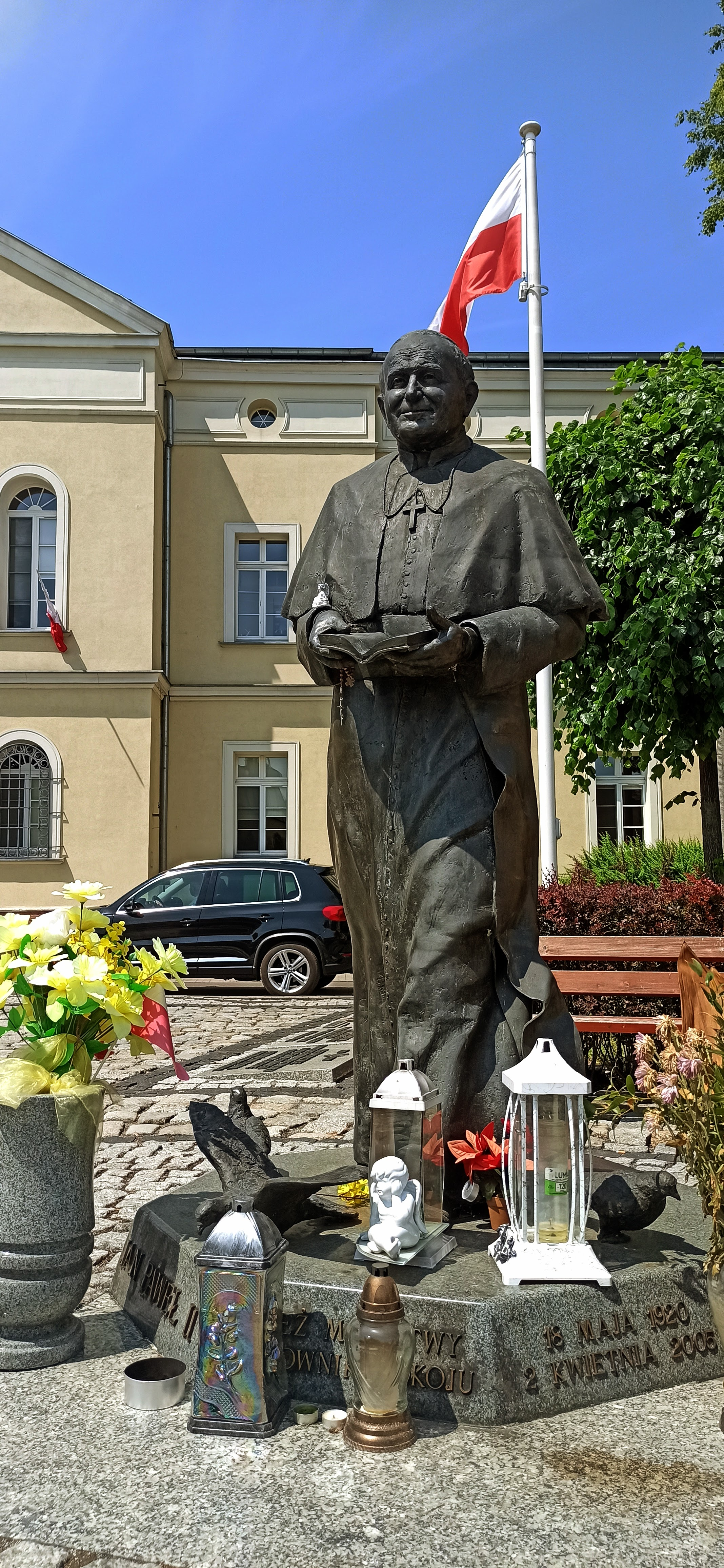
Pomnik św. Jana Pawła II